# اچ‌ام‌اس گارلند (۱۸۰۷)
اچ‌ام‌اس گارلند (۱۸۰۷) (به انگلیسی: HMS Garland (1807)) یک کشتی بود که طول آن ۱۱۸ فوت ۱ ۱⁄۲ اینچ (۳۶٫۰۰۵ متر) بود. این کشتی در سال ۱۸۰۷ ساخته شد.